# 신양역 (신양)
신양역(新陽驛)은 조선민주주의인민공화국 평안남도 신양군 신양읍에 위치한 평라선의 역이다. 여객과 화물을 모두 취급한다.

## 연혁
- 1936년 11월 1일: 평원선 장림 - 양덕 간 개통과 함께 동원역(東元驛)으로 영업 개시[2]
- 일자 불명: 신양역으로 역명 변경
- 일자 불명: 평라선으로 편입